# 307
307 (CCCVII) fue un año común comenzado en miércoles del calendario juliano, en vigor en aquella fecha.
En el Imperio romano, el año fue nombrado como el del consulado de  Valerio y Constantino, o menos comúnmente, como el 1060 Ab Urbe condita, adquiriendo su denominación como 307 a principios de la Edad Media, al establecerse el anno Domini.

## Acontecimientos
- 8 de enero: en China, el emperador Jin Huidi, es envenenado por su hijo Jin Huaidi.
- Concilio de Elvira (fecha aproximada).

## Fallecimientos
- 3 de enero (del 303 al 310): Clemente de Ankara, obispo y mártir cristiano turco (n. 250).
- 5 de noviembre (del 303 al 310): Agatángelo, exmilitar romano y mártir cristiano turco (n. 253).
- San Patricio, obispo.